# NGC 360
NGC 360 is een spiraalvormig sterrenstelsel in het sterrenbeeld Toekan. Het hemelobject ligt ongeveer 98 miljoen lichtjaar van de Aarde verwijderd en werd op 2 november 1834 ontdekt door de Britse astronoom John Herschel.

## CC Tucanae
Vanaf de aarde gezien bevindt het stelsel NGC 360 zich schijnbaar net ten zuiden van de langperiodieke veranderlijke ster CC Tucanae (HD 6311) die door amateurastronomen kan aangewend worden als gidsster, om op zoek te gaan naar NGC 360. In de eerste uitgave van Wil Tirion's Uranometria 2000.0 sterrenatlas (1987), kaart 441, is NGC 360 niet vermeld. De ster CC Tucanae echter wel.

## Synoniemen
- PGC 3743
- ESO 79-14
- FGCE 119